# Effectif actuel des Blue Jackets de Columbus
| No    | Nom                  | Nat. | Position      | Arrivée                          | Salaire        |
| ----- | -------------------- | ---- | ------------- | -------------------------------- | -------------- |
| +070, | Joonas Korpisalo     |      | Gardien       | 2012 - Repêchage                 | +01 300 000, $ |
| +090, | Elvis Merzļikins     |      | Gardien       | 2014 - Repêchage                 | +05 400 000, $ |
| +002, | Andrew Peeke         |      | Défenseur     | 2020 - Repêchage                 | +00787 500, $  |
| +004, | Vladislav Gavrikov   |      | Défenseur     | 2015 - Repêchage                 | +02 800 000, $ |
| +008, | Zachary Werenski – A |      | Défenseur     | 2015 - Repêchage                 | +09 583 333, $ |
| +015, | Gavin Bayreuther     |      | Défenseur     | 2020 - Agent libre               | +00750 000, $  |
| +022, | Jake Bean            |      | Défenseur     | 2021 - Hurricanes de la Caroline | +02 333 333, $ |
| +023, | Jake Christiansen    |      | Défenseur     | 2020 - Agent libre               | +00925 000, $  |
| +027, | Adam Boqvist         |      | Défenseur     | 2021 - Blackhawks de Chicago     | +02 600 000, $ |
| +044, | Erik Gudbranson      |      | Défenseur     | 2022 - Agent libre               | +04 000 000, $ |
| +047, | Marcus Björk         |      | Défenseur     | 2022 - Agent libre               | +00925 000, $  |
| +077, | Nick Blankenburg     |      | Défenseur     | 2021 - Agent libre               | +00825 000, $  |
| +007, | Sean Kuraly          |      | Centre        | 2021 - Agent libre               | +02 500 000, $ |
| +013, | Johnny Gaudreau      |      | Ailier gauche | 2022 - Agent libre               | +09 750 000, $ |
| +014, | Gustav Nyquist – A   |      | Centre        | 2019 - Agent libre               | +05 500 000, $ |
| +016, | Brendan Gaunce       |      | Ailier gauche | 2021 - Agent libre               | +00762 500, $  |
| +017, | Justin Danforth      |      | Ailier droit  | 2021 - Agent libre               | +00975 000, $  |
| +019, | Liam Foudy           |      | Centre        | 2018 - Repêchage                 | +00762 500, $  |
| +024, | Mathieu Olivier      |      | Ailier droit  | 2022 - Predators de Nashville    | +00750 000, $  |
| +029, | Patrik Laine         |      | Ailier gauche | 2021 - Jets de Winnipeg          | +08 700 000, $ |
| +034, | Cole Sillinger       |      | Centre        | 2021 - Repêchage                 | +00925 000, $  |
| +038, | Boone Jenner – C     |      | Centre        | 2011 - Repêchage                 | +03 750 000, $ |
| +050, | Eric Robinson        |      | Ailier gauche | 2018 - Agent libre               | +01 600 000, $ |
| +052, | Emil Bemström        |      | Ailier droit  | 2017 - Repêchage                 | +00900 000, $  |
| +059, | Iegor Tchinakhov     |      | Ailier droit  | 2020 - Repêchage                 | +00925 000, $  |
| +091, | Kent Johnson         |      | Centre        | 2021 - Repêchage                 | +00925 000, $  |
| +093, | Jakub Voráček        |      | Ailier droit  | 2021 - Flyers de Philadelphie    | +08 250 000, $ |
| +096, | Jack Roslovic        |      | Centre        | 2021 - Jets de Winnipeg          | +04 000 000, $ |

1. ↑  Effectif des Blue Jackets de Columbus sur bluejackets.nhl.com
2. ↑  (en) « Columbus Blue Jackets Salary Cap by Year », sur www.spotrac.com (consulté le 18 décembre 2016).
3. ↑  (en) « Effectif actuel des Blue Jackets de Columbus », sur Eliteprospects.com
4. ↑  (en) « Columbus Bleu Jacket », sur www.capfriendly.com (consulté le 10 avril 2022).